# Radio Vitoria
Radio Vitoria est une station de radio publique espagnole appartenant au groupe EiTB, entreprise de radiodiffusion dépendant du gouvernement autonome basque. 
Émettant depuis Vitoria-Gasteiz, capitale de la province d'Alava et siège des institutions basques, elle rassemble en 2022, près de 40 000 auditeurs quotidiens.

## Présentation
Radio Vitoria est fondée dès 1934 par Don Francisco Hernández Peña, un médecin passionné de radiodiffusion. Après une période de tests, la station commence à émettre le 30 septembre, à raison de trois heures et demie par jour (de 13 h à 15 h, puis de 21 h 30 à 23 he). Le 2 décembre 1947, Radio Vitoria est rachetée par la Caisse d'Épargne municipale de Vitoria, puis, en 1954, elle s'associe à Cadena SER. Au cours des années qui suivent, la grille des programmes, jusque-là dominée par des informations, de la musique et des publicités, est enrichie de nouvelles émissions, comme le programme sportif « Tribuna », le magazine musical « Variedades Radiofónicas » ou encore « Euskal Jaia », émission consacrée à la musique et, par extension, à la culture basque. Dans les années 1960, en pleine période franquiste, la station se distingue par la diffusion de cours de langue basque.
Radio Vitoria est rachetée par le gouvernement basque en 1982, pour un montant estimé entre 55 et 60 millions de pesetas. Elle constitue ainsi l'embryon de ce qui deviendra ultérieurement le consortium EITB, qui gère aujourd'hui plusieurs stations de radio et chaînes de télévision. De format « généraliste », cette station diffusant presque exclusivement en espagnol mêle informations (avec une dominante locale), sport, culture, divertissement et musique. En 2000, elle emménage dans de nouveaux locaux, au cœur du campus de l'université, qu'elle partage avec le siège local de la télévision régionale publique, Euskal Telebista.
Radio Vitoria dispose d'un réseau d'émetteurs en modulation de fréquence (FM) qui lui permettent de couvrir une partie du Pays Basque. Elle est également reprise par la TDT (télévision numérique terrestre espagnole) et peut être écoutée dans le reste du monde par internet.

## Fréquences
- Orduña : 92.8 MHz
- Herrera : 102.8 MHz
- Zaldiaran : 104.1 MHz
- El Raso : 103.9 MHz
- Joar : 106.5 MHz

### Sources
- (es) Cet article est partiellement ou en totalité issu de l’article de Wikipédia en espagnol intitulé « Radio Vitoria » (voir la liste des auteurs).